# Rätt man
Rätt man är en svensk film från 1968 i regi av Jan Halldoff. Filmen gjordes för TV och har endast sänts det året. 

## Handling
Gruvarbetare Rune Vikström söker tjänst som förman vid gruvan. Företagsledningen och en tillkallad psykolog har dock olika åsikter om vilka egenskaper som behövs för en arbetsledare och vem som är rätt man.

## Rollista
- Pia Rydvall – Åsa Ljung
- Krister Ekman – Jan Magnusson
- Tor Isedal – Rune Vikström
- Pia Arnell – Maj Vikström
- Hans-Eric Stenborg – Östen Israelsson
- Åke Lindström – Ragnar Bolin
- Arne Källerud – Erik Schwartz
- Bo Halldoff – tekniker
- Ove Magnusson – chaufför
- Mats Dahlbäck – arbetare
- Lennart F Johansson – arbetare
- Berto Marklund – arbetare
- Sven Björling – arbetare
- Arne Klingebrandt – arbetare
- Olle Bylund – arbetare
- Börje Brönnerstad – chef

### Fotnoter
1. ↑  ”Rätt man”. IMDb.com. http://www.imdb.com/title/tt0132487/fullcredits#cast. Läst 1 juli 2012.
2. ↑  ”Rätt man”. Svensk mediedatabas. http://smdb.kb.se/catalog/search?q=R%C3%A4tt+man+Halldoff&sort=OLDEST. Läst 1 juli 2012.
3. ↑  Dagens Nyheter, 6 maj 1968, sid.16